# Đức Mẹ Hòa Bình

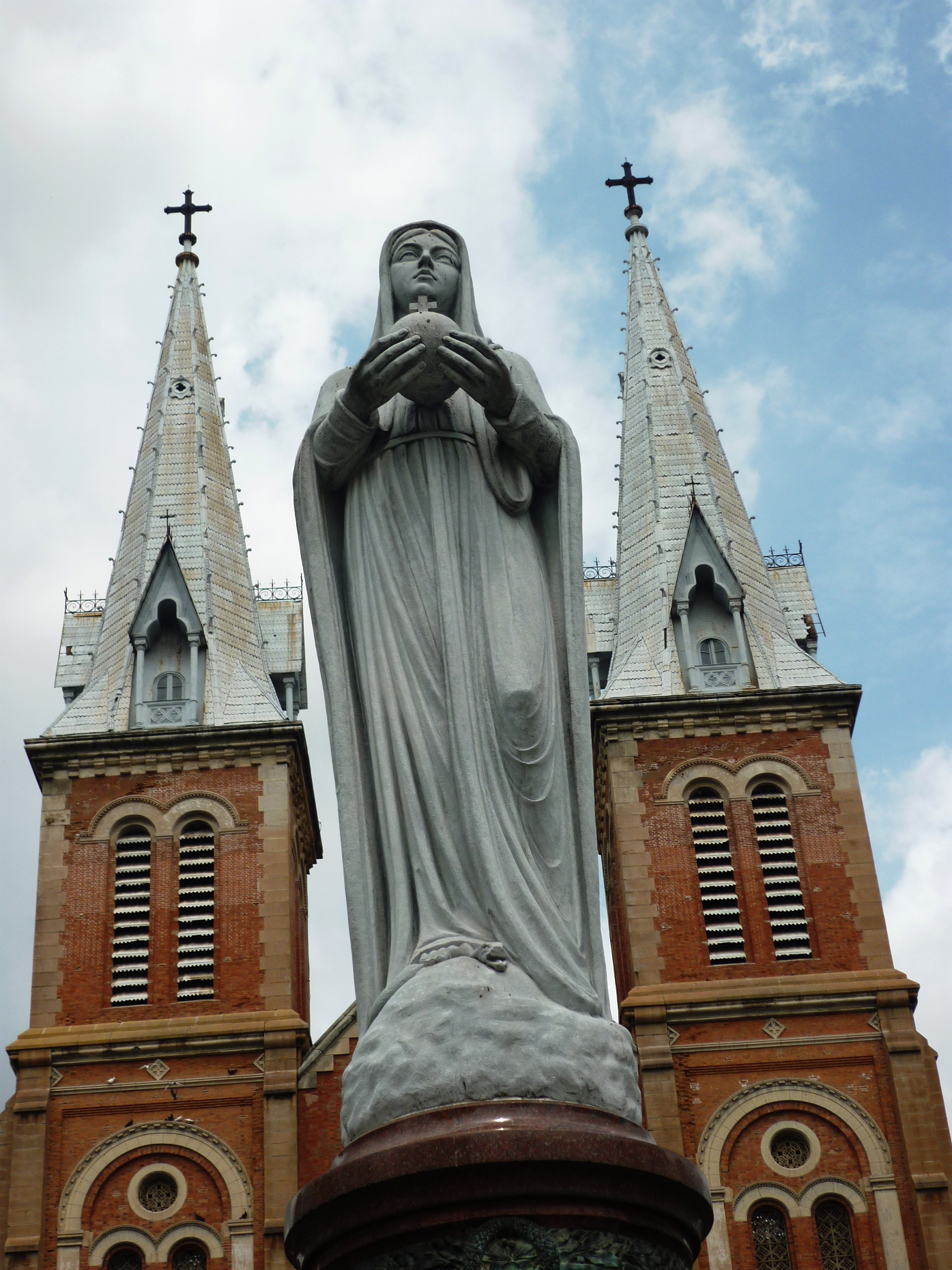
Tượng Đức Mẹ Hòa bình ở quảng trường Nhà thờ chính tòa Đức Bà Sài Gòn.

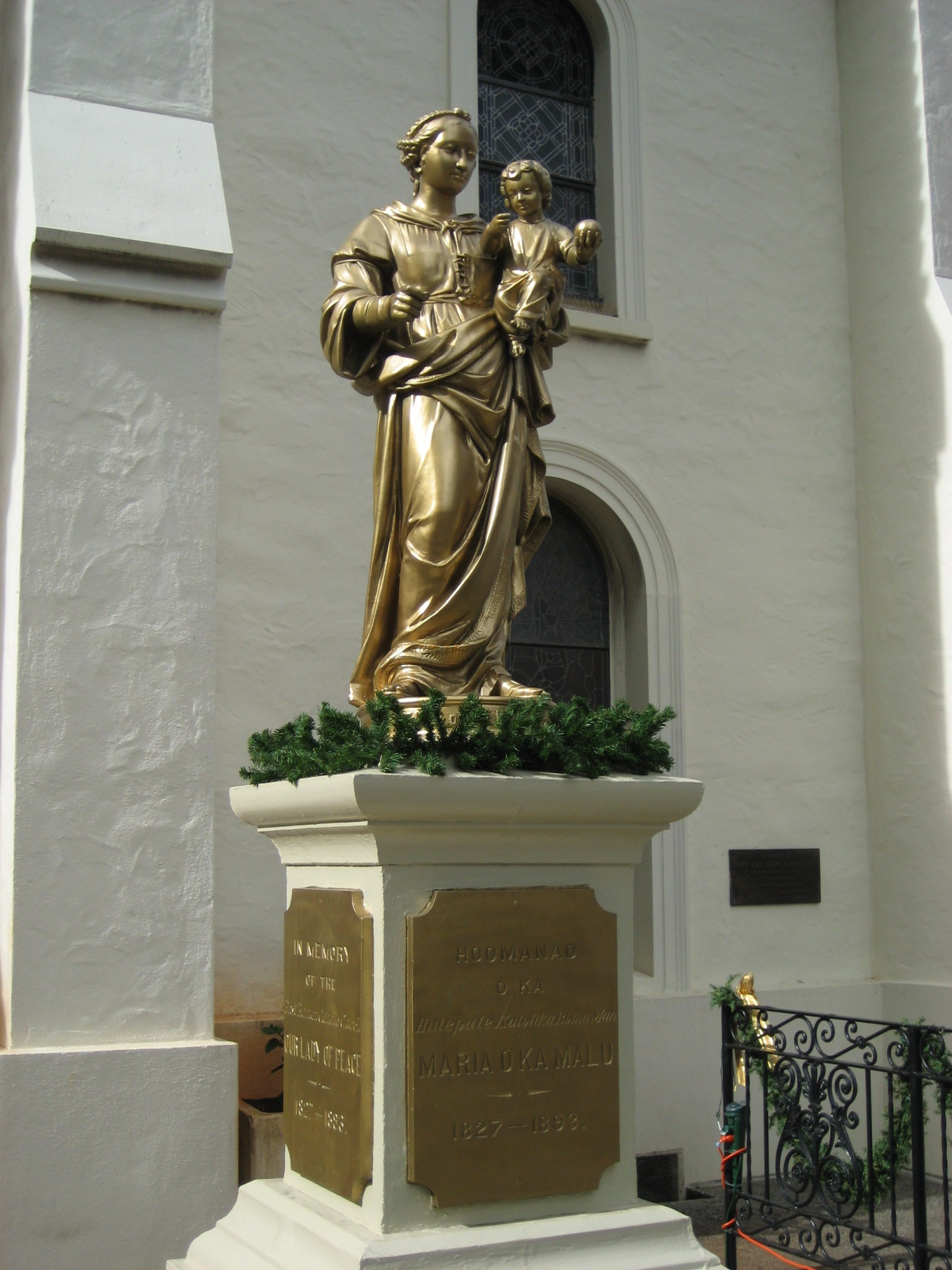
Tượng Đức Mẹ Hòa Bình tại Nhà thờ Đức Mẹ Hòa Bình ở Honolulu

Đức Mẹ Hòa Bình (hoặc Mẹ của Hòa Bình, Nữ Vương Hòa Bình) là một danh hiệu dành cho Mẹ Maria trong Giáo hội Công giáo Rôma. Trong nghệ thuật, hình tượng Đức Mẹ Hòa Bình được thể hiện trong dáng vẻ một người phụ nữ giữ một con chim bồ câu và một cành ô liu, biểu tượng của hòa bình. Ngày lễ Đức Mẹ Hòa Bình được tổ chức vào ngày 24 tháng 1 hàng năm ở Hawaii và một số nhà thờ ở Mỹ. Ở những nơi khác, lễ này được tổ chức vào 09 tháng 7.
Đức Mẹ Hòa Bình là vị thánh bảo trợ của Dòng Thánh Tâm Chúa Giêsu và Đức Mẹ Maria, được thành lập bởi Peter Coudrin ở Paris trong thời gian diễn ra Cách mạng Pháp. Khi dòng này thành lập ở Hawaii, họ đã thánh hiến các quần đảo Hawaii dưới sự bảo vệ của Đức Mẹ Hòa Bình. Nhà dòng cũng dựng lên một nhà thờ Công giáo đầu tiên ở Hawaii cùng với tên gọi ấy. Ngày nay, Nhà thờ Đức Mẹ Hòa Bình ở Honolulu là Nhà thờ công giáo lâu đời nhất được sử dụng liên tục ở Hoa Kỳ.
EDSA Shrine là một ngôi đền dành riêng cho Đức Mẹ Hòa Bình nằm ở Philippines. EDSA, có nghĩa là Epifanio De Los Santos, cũng có nghĩa là "các tập hợp của các thánh". Người Philippines nói rằng họ đã nhìn thấy Đức Mẹ Hòa Bình hiện ra trên đường phố trước các xe tăng và binh lính trong cuộc tấn công vào những người biểu tình im lặng vào năm 1986 (Xem Cách mạng EDSA), và buộc họ ngừng các cuộc tấn công.
Có ba bức tượng Đức Mẹ Hòa Bình nổi tiếng nằm tại Paris và Honolulu. Ban đầu là một tượng khắc gỗ đặt tại một tu viện của Dòng Thánh Tâm Chúa Giêsu và Đức Mẹ Maria tại Pháp. Một bản sao lớn bằng đồng được treo trên bàn thờ tại Nhà thờ Đức Mẹ Hòa Bình. Bức tượng Đức Mẹ Hòa Bình đầu tiên đã được đặt mũ triều thiên vào ngày 9 tháng 7 năm 1906 bởi Tổng Giám mục Paris với sự ủy quyền của Giáo hoàng Piô X. Trong những năm khó khăn của Chiến tranh thế giới lần thứ nhất, Giáo hoàng Biển Đức XV đã thêm tước hiệu Đức Mẹ Hòa Bình vào Kinh Cầu Đức Bà khiến cho tước hiệu này trở thành một lời cầu nguyện thiêng liêng trong phụng vụ. Một phiên bản của tượng Đức Mẹ Hòa Bình được đặt ở Công trường Công xã Paris trước Nhà thờ chính tòa Đức Bà Sài Gòn tạc Đức Mẹ nâng quả địa cầu (tượng trưng cho thế giới) bên trên có một thánh giá nhỏ.
Giáo hoàng Gioan Phaolô II đã thánh hiến và dành riêng Vương cung thánh đường Đức Mẹ Yamoussoukro cho Đức Mẹ Hòa Bình. Đây là trung tâm tôn kính Đức Mẹ lớn nhất tại Châu Phi. Ở những nơi khác trên toàn thế giới, có các nhà thờ giáo xứ mang tên Đức Mẹ Hòa Bình, đặc biệt là ở Ailen và Hoa Kỳ.